# Strega - Cronache dal Regno di Oz in rivolta
Strega - Cronache dal Regno di Oz in rivolta (Wicked: The Life and Times of the Wicked Witch of the West) è un romanzo pubblicato nel 1995, scritto da Gregory Maguire e illustrato da Douglas Smith. Si tratta di una rivisitazione del romanzo del 1900 Il meraviglioso mago di Oz di L. Frank Baum e del film del 1939 Il mago di Oz diretto da Victor Fleming e con Judy Garland.

## Storia editoriale
È il primo libro della serie "Wicked Years", romanzi revisionisti che riscrivono la storia creata da Baum in chiave politica. La serie comprende i seguiti Son of a Witch e A Lion among Men, mai pubblicati in Italia. Nel 2011 è uscito in America il quarto e ultimo capitolo, Out of Oz.
In Italia il libro è uscito nel 2006, edito da Sonzogno, col titolo Strega - Cronache dal Regno di Oz in rivolta. Nel 2023, in occasione del ventennale del musical tratto dal romanzo, il libro è stato ripubblicato da Mondadori con un titolo più vicino a quello originale, Wicked - Vita e opere della Perfida Strega dell'Ovest. L'anno successivo, per l'uscita del film tratto dal musical, il libro è stato ristampato col titolo Wicked.

## Trama
Il libro si suddivide in cinque atti.

### La Terra dei Succhialimoni
Melena Thropp, figlia del governatore della Terra dei Succhialimoni a est del Regno di Oz, si sposa col bislacco sacerdote Frexspar (“Frex”). A causa delle sue opinioni contrarie all'Orologio del Drago Temporale, un idolo pagano venerato dai Succhialimoni, Frex e Melena devono fuggire; è proprio durante la fuga che Melena, aiutata da tre misteriose contadine, dà alla luce Elfaba, una bambina con la pelle verde e i denti acuminati. La furia nei confronti della famiglia di Frex si placa, ma resta lo sgomento per la nascita di una bambina così mostruosa. Tata, la governante della famiglia Thropp, insinua che Elfaba sia nata così perché Melena l'ha concepita con un altro uomo; in effetti la stessa Melena racconta che mesi prima uno strano viandante le aveva fatto provare alcune pozioni e l'aveva addormentata, ma non ricorda altro.
La bambina cresce nel disinteresse dei genitori, assumendo comportamenti sempre più strani, come una forte repulsione per l'acqua e la particolare attitudine nel mordere gli oggetti. La famiglia fa poi conoscenza di Cuore di Tartaruga, un mastro vetraio proveniente dalla Terra dei Gingillini, governata da una misteriosa entità. Quest'uomo crea per Elfaba una sfera di vetro in grado di vedere attraverso il tempo; Melena intraprende una relazione con lui, e lo stesso Frex ne rimane affascinato al punto di accoglierlo sotto il suo tetto.
Tre anni dopo, Melena annuncia di essere incinta e di non sapere chi sia il padre del nascituro; Frex, colpito dai racconti di Cuore di Tartaruga, annuncia che la famiglia si trasferirà nella Terra dei Gingillini, allo scopo di aiutare la popolazione e convertirla al culto del Dio Innominato. Elfaba vede nella sua sfera eventi terribili del passato e del futuro, tra cui una mongolfiera che si schianta su Oz.

### Gillikin
Quindici anni dopo Elfaba viene ammessa alla prestigiosa Università di Shiz. Qui conosce Galinda Uppland, viziata ragazza di buona famiglia, e la rettrice dell'università, l'ambigua Madame Morribile. A Shiz Elfaba scopre dell'esistenza degli Animali, che si differenziano dagli animali normali per essere parlanti e senzienti; tra di essi c'è il Professor Dillamond, un Caprone saggio che sostiene che gli Animali debbano avere gli stessi diritti degli esseri umani.
Elfaba è affascinata da queste teorie, e assieme ad altri compagni (tra i quali il succhialimoni Boq) si riunisce in un club di supporto a queste teorie; al contempo, Galinda cerca di umiliarla in molti modi, ma Elfaba si dimostra indifferente ad accuse e offese. La situazione prende una piega inaspettata quando Dillamond viene assassinato: Elfaba sospetta che la mandante sia proprio Madame Morribile, che si è sempre dimostrata contraria alle sue teorie. Questo episodio contribuisce ad avvicinarla a Galinda, sconvolta dal fatto che la sua cameriera, la quale sembra aver assistito all'omicidio, impazzisce misteriosamente. Da quel momento Elfaba si schiererà dalla parte degli Animali, arrivando a liberare un cucciolo di Leone utilizzato come cavia per le lezioni; Galinda assumerà invece il nome Glinda, omaggiando il modo in cui Dillamond pronunciava il suo nome.
Alcuni anni dopo arrivano Fiyero, principe dei Martufi, e soprattutto Nessarosa, sorella minore di Elfaba, bella e intelligente ma nata senza braccia. Madame Morribile, capendo che Elfaba, Glinda e Nessarosa sospettano del suo coinvolgimento nell'uccisione di Dillamond, offre loro un incarico per conto del famigerato Mago, dittatore di Oz, che potrebbe farle diventare Sapienti, ovvero governatrici delle terre del Regno.
Elfaba non è convinta dell'offerta, così parte insieme a Glinda alla volta della Città degli Smeraldi, dove incontra il Mago. Alle insistenze della ragazza circa l'integrazione degli Animali, il Mago risponde con un secco rifiuto, e rimanda le ragazze a Shiz; ma mentre Glinda parte, Elfaba decide di rimanere nella Città, per operare segretamente alle spalle del Mago.

### La Città degli Smeraldi
Nei cinque anni successivi Elfaba diventa un'attivista politica in incognito; si nasconde dalla Polizia della Burrasca, i Servizi Segreti del Mago, e organizza attentati alla sua autorità. Per far questo resta completamente nascosta e taglia qualsiasi contatto con famiglia e amici. Fyiero, nel frattempo sposatosi e divenuto padre di tre figli, la incontra per puro caso, e i due intraprendono una relazione amorosa, che rende Elfaba felice per la prima volta nella sua vita.
Una sera la ragazza è in procinto di eseguire un attentato ai danni di Madame Morribile, ma a causa di un imprevisto è costretta a fuggire senza portarlo a termine; Fyiero, che l'aveva seguita di nascosto, viene circondato e presumibilmente ucciso dalla Polizia della Burrasca. Elfaba, devastata dalla sua morte, viene accolta in un convento da una suora di nome Vanvera, la quale sembra molto interessata alla vita della ragazza.

### Nel Vinkus
Elfaba passa un anno in stato di semi-incoscienza, e altri sei a espiare i suoi peccati aiutando i ricoverati nell'ospedale del convento; al termine di questo periodo, viaggia fino a Kiamo Ko per incontrare Sarima, moglie di Fyiero, e chiederle perdono per esser stata la causa del suo omicidio. Insieme a lei viaggia Liir, un bambino goffo e silenzioso: viene lasciato intendere che si tratti del figlio di Elfaba e Fyiero, ma la stessa donna non sa se questo sia vero, essendo rimasta in trance per molti mesi.
Nel corso del viaggio, Elfaba prende con sé un cagnolino, Supplizio, una scimmia, Cicala, due corvi e uno sciame di api; la donna sembra aver sviluppato uno strano ascendente sugli animali, molto simile a dei poteri magici: ad esempio riesce a salvare la scimmia congelando un lago, e riesce a comandare alle api di uccidere un cuoco che aveva offeso Liir. Infatti, quando incontra la Principessa Nastoya, un'Elefantessa che, per sfuggire al Mago, si traveste da essere umano, questa la nomina ufficialmente Strega, appellativo che la indica come protettrice degli Animali.
Arrivati a Kiamo Ko, Sarima accoglie Elfaba con tutti gli onori ma le impedisce di parlarle di Fyiero. Elfaba rimane a Kiamo Ko per due anni, durante i quali fa due importanti scoperte: trova l'Orripilario, un libro di incantesimi che inizia a studiare per diventare una buona strega; inoltre viene informata da un Pesce che Liir è davvero suo figlio. Elfaba inizia quindi a provare un certo affetto per lui, e arriva uccidere uno dei figli di Fyiero che era stato crudele con lui, stregando un ghiacciolo perché gli cada addosso. La famiglia di Sarima, in seguito a questo episodio, inizia a sfasciarsi, ed Elfaba decide di fuggire; così, dopo aver scoperto che la scopa che le aveva dato Vanvera anni prima è in grado di volare, torna nella terra dei Succhialimoni, per trovare Nessarosa e suo padre.
La sorella di Elfaba è ora capace di camminare da sola, poiché Glinda ha stregato un paio di scarpette di rubino regalatele da Frex; inoltre ella ha preso il suo posto come Eminenza del luogo, instaurando un regime teocratico poco apprezzato dai Succhialimoni, che la chiamano “la Malvagia Strega dell'Est”, anche in relazione al fatto che sia in grado di compiere incantesimi. Elfaba, affranta da queste rivelazioni, torna a Kiamo Ko, solo per scoprire che Sarima e la sua famiglia sono stati rapiti dalla Polizia della Burrasca: sentendosi in colpa per questa ennesima tragedia, giura di liberarli.

### L'Omicidio e i suoi risvolti ultraterreni
Passano altri sette anni. Mentre Elfaba è al lavoro per liberare Sarima e i figli di Fyiero, un violento tornado si abbatte sulla Terra dei Succhialimoni, gettando una casa intera su Nessarosa, che muore schiacciata. Nella casa c'è Dorothy Gale, la quale viene presa come un'eroina dai Succhialimoni per averli liberati dal suo regime. 
Quando Elfaba si reca nella Terra dei Succhialimoni per il funerale di Nessarosa scopre che Glinda, erroneamente chiamata Strega del Nord dai Succhialimoni, ha donato le Scarpette di Rubino a Dorothy per evitare che Elfaba potesse rubarle e rivendicare il possesso del territorio. Elfaba ritrova anche il Mago, che le rivela che l'Orripilario proviene dal suo mondo, e lui lo vuole per poter tornare a casa; la Strega glielo nega e si reca a uccidere Madame Morribile, che tuttavia muore poco prima che lei ci riesca. Elfaba, nondimeno, si assume piena responsabilità dell'omicidio.
Successivamente Elfaba si trova al cospetto dell'Orologio del Drago Temporale, il quale le rivela che suo padre non è Frex ma lo stesso Mago; la Strega, tuttavia, decide di non credere a quelle parole e torna a Kiamo Ko, dove si stabilisce e instaura il proprio regno.
Tempo dopo Elfaba scopre che Dorothy e i suoi amici sono stati inviati dal Mago per ucciderla. Quando li vede arrivare, la Strega si convince che il suo amato Fiyero, sopravvissuto all'omicidio, sia stato trasformato nello Spaventapasseri e invia Supplizio a guidarli verso il castello; il cagnolino viene tuttavia ucciso dall'Uomo di Latta. Elfaba manda allora i corvi e lo sciame d'api, ma questi sono uccisi dallo Spaventapasseri; a quel punto Elfaba comprende che questi non è Fiyero, e la scoperta la rende ancora più incattivita verso Dorothy.
Giunta a Kiamo Ko, Dorothy rivela a Elfaba che il Mago l'ha effettivamente inviata da lei per ucciderla, ma lei desidera solo chiederle perdono per la morte di Nessarosa. Elfaba, che nella sua vita non ha mai ricevuto il                          perdono di nessuno, si infuria con lei e si prepara a fuggire sulla sua scopa; inavvertitamente si brucia la gonna e Dorothy, per spegnere l'incendio, le lancia addosso una secchiata d'acqua, sciogliendola.
Dorothy torna dal Mago portando con sé una pozione verde che Elfaba aveva ricevuto da sua madre, e il Mago vi riconosce quella che aveva usato per ipnotizzare Melena e avere con lei il rapporto sessuale da cui era poi nata Elfaba; tale pozione aveva reso inoltre la pelle della strega refrattaria all'acqua. Il destino del Mago e di Dorothy non è ben chiaro: secondo alcuni, entrambi sarebbero tornati nel Kansas; altri affermano che Dorothy avrebbe guidato un gruppo sovversivo per uccidere il Mago o che quest'ultimo avrebbe, invece, commesso suicidio. Il libro si chiude col Regno di Oz in rivolta; tuttavia le ultime parole suggeriscono però che un giorno Elfaba risorgerà.

## Adattamenti
Il libro è principalmente noto per aver ispirato ed essere la storia originale del musical Wicked presentato a Broadway nel 2003, riscuotendo moltissimo successo ed essendo ad ora uno dei musical più famosi, rappresentato a New York, a Londra, a Oberhausen (Germania), a Tokyo, e in Australia. Nel 2024 il musical è stato riadattato da Jon M. Chu nel film omonimo, diviso in due parti corrispondenti agli atti del musical; il secondo episodio è previsto per il 2025.

## Edizioni
- Gregory Maguire, Strega: Cronache del Regno di Oz in rivolta, traduzione di Michele Piumini, illustrazioni di Douglas Smith, Narrativa moderna e contemporanea, Sonzogno, 2006,  p. 250, ISBN 88-454-1356-X.